# おばけ屋敷探検隊
『おばけ屋敷探検隊』（おばけやしきたんけんたい）は、ななえ（ねこふろしき）によって制作され2003年8月8日にフリーウェアとして公開されたRPGツクール2000製のホラーアドベンチャーゲームである。

## 概要
（出典：）
「神隠し山」（神かくし山）にある「天狗様のお屋敷」（テング様のお屋敷）を舞台とする作品であり、夏休みに自由研究の題材とするため心霊スポットとされる屋敷を訪れた小学生4人が主人公となる。その中からプレイヤーキャラクターを一人を選び、屋敷の中を探索するアドベンチャーゲームとなっている。
選択できるキャラクターは、五十嵐龍之介・稲荷きつね・日野鷹群（）・犬神かん太の4人であり、それぞれに異なるシナリオが用意されている。そして稲荷きつねは「お札」による攻撃ができるなど、キャラクターによって能力も異なっている。
作者であるななえは、「怖さよりもかわいさ＆不気味さを考慮」した「ほのぼのとしたホラー」であると述べている。

## 評価
窓の杜のコーナー「週末ゲーム」では、「リアルな映像に頼らずに恐怖を演出した短編ホラーゲーム」として紹介されている。「モノトーンでシンプルに描かれた」画面について「色使いが屋敷の薄暗さや不気味さをうまく伝えている」とされており、プレイヤーが「メッセージを読み終わって恐怖感がじわじわと込み上げたとき」に鳴る効果音についても「恐怖の演出が実によくできている」と評されている。
そして「少しずつプレイヤーの周囲を異質なものが取り巻き、徐々にプレイヤーの不安と緊張を募らせていくという、まさに恐怖の本質をついた演出がなされている」とされ、「じわじわと積み重なった恐怖感が一気にはじけるタイミングは絶妙」であると評価されている。また「1人分の物語をクリアするために必要な時間は約1時間」であるため「ホラー作品を集中してプレイするには適度な長さ」であるとも評されている。
『ダウンロード激ネタ得盛り4.7ギガ』（宝島社）では、「怖さがじわじわやってくる秀逸な短編ホラー」として紹介されている。「ポイントで響く効果音がうまく恐怖や緊張感を演出」していると評価されており、「キャラを変えることで生まれる新たな発見が楽しい」作品であると評されている。
『タダで楽しむ!最強ゲーム100 Windows』（インフォレスト）では、「かわいいのに不気味な不思議ホラーアドベンチャー」として紹介されており、「全体的にかわいい感じのキャラクターなのに、シナリオは気味の悪さが目立ち、そのギャップがかえってストーリーを不気味に見せている」と評されている。また「誰を主人公に選ぶかによってゲームの印象はかなり変わる」とも評されている。
『アドベンチャーゲームサイド』（マイクロマガジン社）では、「飛び道具という攻撃アクションは、かつて『敵から逃げ回る』だけだったツクールAVGをさらに発展させられる可能性を秘めた題材」であり、やがて銃撃を中心とするアドベンチャーゲームも制作されるようになったとしている。